# ويندوز سيرفر 2008 R2
ويندوز سيرفر 2008 R2: ويسمى أيضاً ميكروسوفت ويندوز خادم 7 هو خادم لنظام التشغيل التي تنتجها مايكروسوفت. أفرج عنه في الصناعة التحويلية في 22 يوليو، 2009.)، التي بدأت في 22 أكتوبر، 2009.)، ووفقا لفريق ويندوز سيرفر بلوق(Windows Server Team blog)، توافر التجزئة كان 14 سبتمبر 2009. هو مبني على ويندوز إن تي، وهو نفس نظام التشغيل الأساسي ويندوز 7 المستخدم مع المستخدمين النهائيين. فهو أول نظام تشغيل يستخدم 64 بت فقط من مايكروسوفت.
الإصدار التحسيينية تشمل وظائف جديدة لاجل Active Directory، والافتراضية الجديدة وميزات إدارة، والإفراج عن 7.5 (IIS)، وتقديم الدعم ليصل إلى 256 المعالجات المنطقية(logical processors.
).

## التاريخ
عرضت شركة مايكروسوفت ويندوز سيرفر 2008 R2 في عام 2008 مؤتمر مطوري الفنية باعتبارها البديل خادم ويندوز 7.
في 7 يناير 2009، إصدار بيتا من ويندوز سيرفر 2008 R2 تم متاحة للمشتركين في شبكة التكنولوجيا ومايكروسوفت MSDN البرامج، فضلا عن تلك التي تشارك في برنامج لربط مايكروسوفت ويندوز 7. بعد يومين، وأطلق سراح بيتا للجمهور عن طريق شبكة مايكروسوفت مركز التحميل.

## مميزات جديدة
يعطيك الثقة والمرونة في العمل ويعطيك الأدوات الجديدة وتقنيات الويب وتحسينات كثيرة في الأمن تساعدك على اختصار الوقت الأدوات الجديدة في نظام Microsoft Windows Server 2008 القوية العجيب في هذا الإصدار انه صار اسرع من قبل بكثير مقارنة لاصدارات السابقة ويمكنك إدارة الشبكات عن طريقة بشكل اسرع بكثير.

## متطلبات النظام
متطلبات نظام ويندوز سيرفر 2008 R2 هي على النحو التالي:
| المعالج             | 1.4 غيغاهرتز x64 أو معالج إيتانيوم 2 |
| الذاكرة             | 512 ميغابايت من ذاكرة الوصول العشوائي (قد يحد من الأداء وبعض الميزات) الحد الأقصى : 8 جيجابايت من ذاكرة الوصول العشوائي (مؤسسة)، و32 جيجابايت من ذاكرة الوصول العشوائي (قياسي)، أو 2 تيرابايت من ذاكرة الوصول العشوائي (المشاريع ومراكز البيانات وأنظمة المستندة إلى إيتانيوم) |
| العرض               | Super VGA (800 x 600) |
| متطلبات مساحة القرص | الحد الأدنى : 32 غيغابايت أو أكثر الأساس : 10 غيغابايت أو أكثر أجهزة الكمبيوتر مع أكثر من 16 جيجابايت من ذاكرة الوصول العشوائي تتطلب المزيد من مساحة القرص للترحيل وتفريغ الملفات.                                                                                             |
| أخرى                | محرك أقراص دي في دي، لوحة المفاتيح والفأرة، والوصول إلى الإنترنت |